# لويز لوريمر
لويز لوريمر (بالإنجليزية: Louise Lorimer)‏ هي ممثلة أمريكية، ولدت في 14 يوليو 1898 في بوسطن في الولايات المتحدة، وتوفيت في 11 أغسطس 1995 في نيوتن في الولايات المتحدة.

## أعمال

### أفلام
- اتفاقية الشرف
- الوريثة
- بيت الأفعى

## وصلات خارجية
- لويز لوريمر على موقع IMDb (الإنجليزية)
- لويز لوريمر على موقع قاعدة بيانات برودواي على الإنترنت (الإنجليزية)
- لويز لوريمر على موقع قاعدة بيانات الفيلم (الإنجليزية)